# Sheila Camerer
Sheila Camerer (ur. 15 grudnia 1941 w Kapsztadzie) – południowoafrykańska prawniczka i polityk, minister sprawiedliwości, wieloletnia deputowana do Zgromadzenia Narodowego (1987–2009), ambasador RPA w Bułgarii (od 2009). 

## Życiorys
Urodziła się w rodzinie zaangażowanej politycznie. Jej ojciec Robert Badenhorst-Durandt był przez dwadzieścia lat deputowanym do parlamentu federalnego z ramienia Zjednoczonej Partii. Dzieciństwo spędziła w Kapsztadzie i Johannesburgu. Kształciła się w szkole średniej dla dziewcząt w Pretorii. Naukę kontynuowała na Wydziale Prawa Uniwersytetu Kapsztadzkiego. W 1964 rozpoczęła karierę adwokata (od 1978 jest prawnikiem). Pracowała jako prokurator, dziennikarz finansowy, a później jako prawnik w dużych kancelariach prawnych. Współpracowała z działaczami zwalczającymi apartheid. 
Od 1982 sprawowała mandat członka Rady Miejskiej w Johannesburgu. W 1987 po raz pierwszy znalazła się w Zgromadzeniu Narodowym jako reprezentant okręgu wyborczego Rosettenville (południowej części Johannesburga). Od tego czasu nieprzerwanie zasiada w parlamencie (mandat odnawiała w latach 1992, 1994, 1999 i 2004) i jest członkiem Komisji Prawa. W 1993 jako reprezentantka frakcji "verligte" (oświeconych, liberałów) została mianowana wiceministrem sprawiedliwości przez prezydenta de Klerka. Była pierwszą kobietą na tym stanowisku w historii RPA. Trzy lata później analogiczną funkcję przyjęła z rąk prezydenta Mandeli. 
Należała do Partii Narodowej (do 1997) oraz Nowej Partii Narodowej (od 1997). Była liderem PN w parlamencie (jako pierwsza kobieta w historii oraz pierwsza osoba władająca językiem angielskim jako rodzimym). Znalazła się wśród założycieli Aliansu Demokratycznego, w 2003 została jego rzecznikiem ds. sprawiedliwości (do maja 2007, gdy objęła funkcję przewodniczącej Federalnej Komisji Prawnej AD oraz rzecznika ds. Rozdziału IX Konstytucji). 
W 1999 została wybrana przez Zgromadzenie Narodowe do Komisji Usług Prawnych (Judicial Service Commission). Swój mandat utrzymała w 2004. W listopadzie 2006 głosowała za ustawę zrównującą pary homoseksualne w prawach ze związkami heteroseksualnymi. W parlamencie reprezentowała okręg wyborczy Sandton (północne przedmieścia Johannesburga). W 2009 objęła obowiązki nowego ambasadora RPA w Bułgarii.
Jest zamężna z Alexem Camererem – plantatorem wina, mają razem trójkę dzieci. 